# Баренцево море
Ба́ренцево мо́ре (норв. Barentshavet, до 1853 года — Му́рманское мо́ре, Ру́сское мо́ре, Мурман, у поморов — Студене́ц) — окраинное море Северного Ледовитого океана. Омывает берега России и Норвегии. Ограничено северным побережьем Европы и архипелагами Шпицберген, Земля Франца-Иосифа, Новая Земля. Площадь — 1 424 000 км², глубина — до 600 метров.
Расположено на континентальном шельфе. Юго-западная часть зимой не замерзает из-за влияния Северо-Атлантического течения. Юго-восточная часть называется Печорским морем. Имеет большое значение для транспорта и для рыболовства, здесь расположены крупные порты: российский Мурманск и норвежский Вардё. В 1920-44 годах выход к Баренцеву морю имела также Финляндия: Петсамо был её единственным незамерзающим портом. С момента подписания договора о морской границе между Россией и Норвегией в 2011 году в Баренцевом море не осталось неурегулированных территориальных споров.

## Этимология

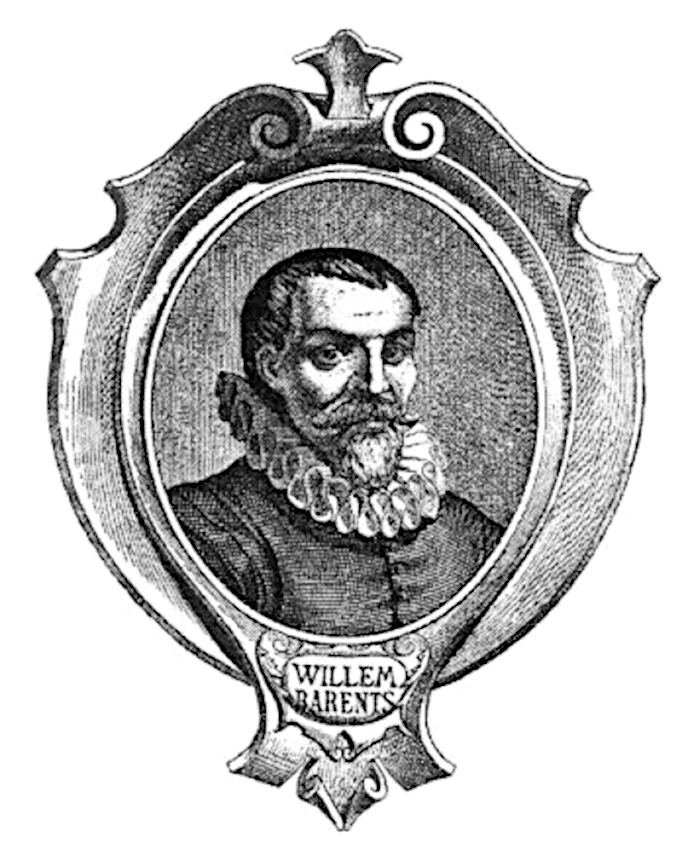
Виллем Баренц

В старину мореходы и картографы называли море Северным океаном, Сиверским, Московским, Русским морем, Ледовитым океаном или Северным Ледовитым океаном, Печорским морем, в отдельных документах Морского министерства Российской империи Мурманским морем.
Баренцево море было названо в 1853 году в честь голландского мореплавателя Виллема Баренца немецким картографом и географом Августом Петерманом.

## История исследований

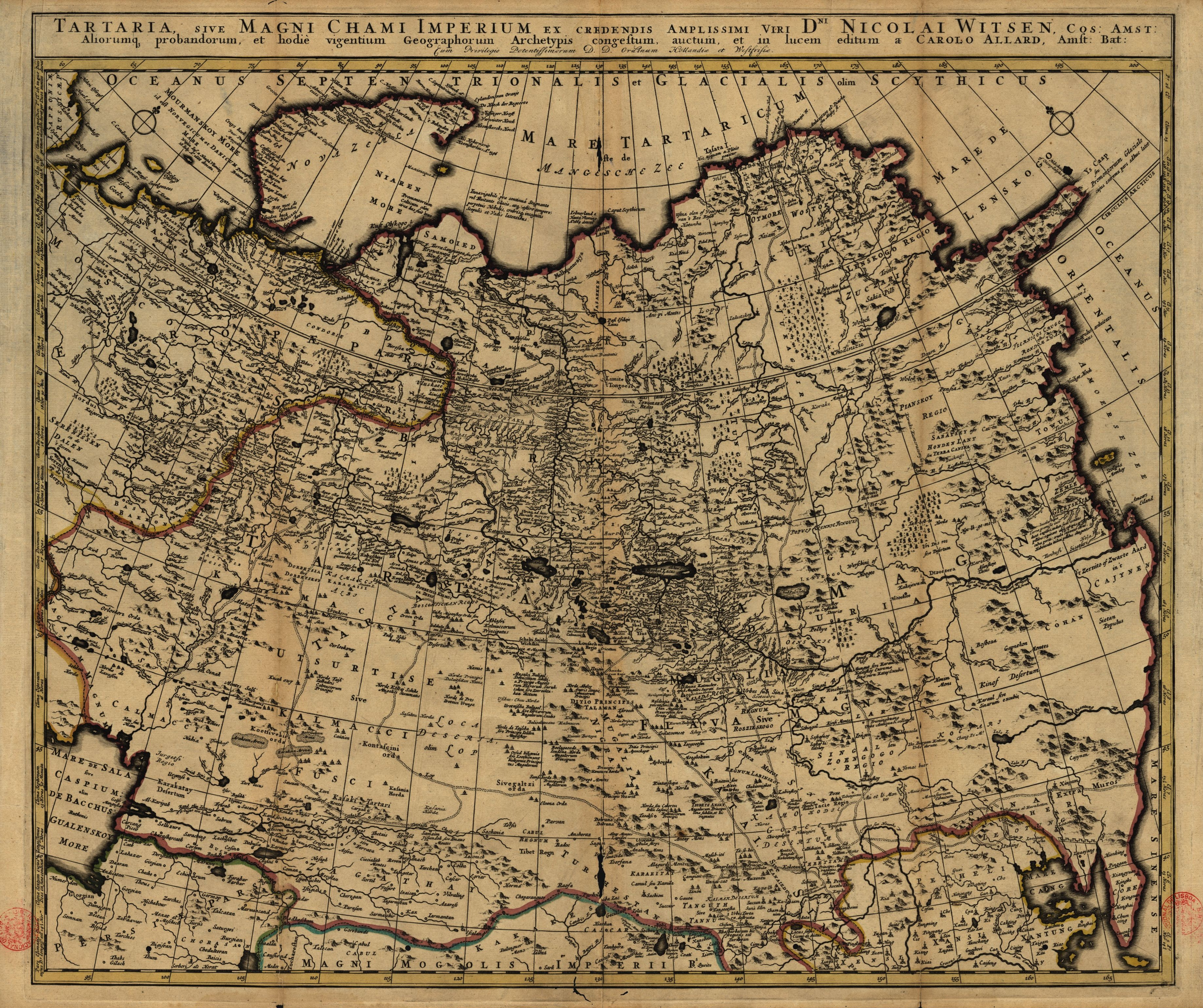
Мурманское море (наверху, слева) на карте Тартарии, составленной Н. Витсеном в 1705 году

У берегов Баренцева моря издревле проживали финно-угорские племена — саамы (лопари). Первые визиты не автохтонных европейцев (новгородцев, затем викингов) начались, вероятно, с конца XI века, а затем всё усиливались.
Научное изучение моря начато экспедицией Фёдора Литке в 1821—1824 годах, а первая полная и достоверная гидрологическая характеристика моря была составлена Н. М. Книповичем в начале XX века.

## Географическое положение

### Океанические и сухопутные границы

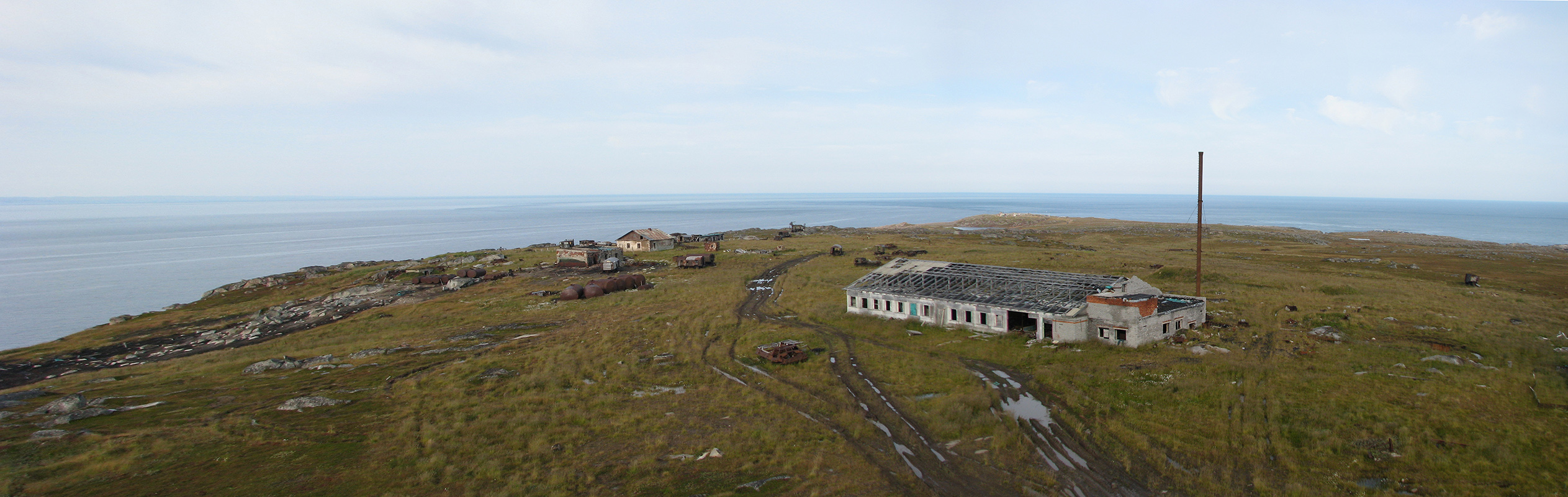
Граница Белого и Баренцева моря

Баренцево море — окраинная акватория Северного Ледовитого океана на границе с Атлантическим океаном, между северным берегом Европы на юге и островами Вайгач, Новая Земля, Земля Франца-Иосифа на востоке, Шпицберген и Медвежий остров на западе.

### Морские границы
На Западе граничит с бассейном Норвежского моря, на юге — с Белым морем (границей на побережье является мыс Святой Нос), на востоке — с Карским морем. Район Баренцева моря, расположенный к востоку от острова Колгуев, называется Печорским морем.

### Береговая линия
Юго-западные берега Баренцева моря преимущественно фьордовые, высокие, скалистые, сильно изрезанные. Наиболее крупные заливы: Порсангер-фьорд, Варангер-фьорд (также известный как Варяжский залив), Мотовский залив, Кольский залив и др. Восточнее полуострова Канин Нос береговой рельеф резко меняется — берега преимущественно низкие и слабо изрезанные. Здесь имеются 3 больших мелководных залива: (Чёшская губа, Печорская губа, Хайпудырская губа), а также несколько небольших бухт.

### Архипелаги и острова
Практически все острова Баренцева моря находятся на его границах. Наиболее удалён от границ водоёма остров Колгуев. Он же является крупнейшим островом, полностью омываемым Баренцевым морем. С запада, севера и востока море ограничено архипелагами Шпицберген, Земля Франца-Иосифа и Новая Земля. Другими наиболее крупными отдельно лежащими островами являются Вайгач и Магерёйа (оба на границах моря), Долгий и Кильдин (оба внутри моря).

## Гидрография
Наиболее крупные реки, впадающие в Баренцево море — Печора (130 км² в год) и Индига.

### Течения
Поверхностные течения моря образуют круговорот против часовой стрелки. По южной и западной периферии движутся на восток и север атлантические воды тёплого Нордкапского течения (ветвь системы Гольфстрима), влияние которого прослеживается до северных берегов Новой Земли. Северные и восточные части круговорота складываются местными и арктическими водами, поступающими из Карского моря и Северного Ледовитого океана. В центральной части моря существует система внутрикруговых течений. Циркуляция вод моря изменяется под влиянием изменений ветров и водообмена с прилегающими морями. Большое значение, особенно у берегов, имеют приливо-отливные течения. Приливы полусуточные, их наибольшая величина — 6,1 метра у берега Кольского полуострова, в других местах — 0,6—4,7 метра.

### Водообмен
Водообмен с соседними морями имеет большое значение в водном балансе Баренцева моря. В течение года в море через проливы поступает (и столько же выходит из него) около 74 000 км³ воды, что составляет примерно 1/4 часть общего объёма воды моря. Наибольшее количество воды (59 000 км³ в год) несёт тёплое Нордкапское течение, оказывающее исключительно большое влияние на гидрометеорологический режим моря. Общий речной сток в море составляет около 163 км³ в год.

### Солёность
Солёность поверхностного слоя воды в открытом море в течение года составляет на юго-западе 34,7—35,0‰, на востоке — 33,0—34,0 ‰, на севере — 32,0—33,0 ‰. В прибрежной полосе моря весной и летом солёность понижается до 30—32 ‰, а к концу зимы возрастает до 34,0—34,5 ‰.

## Геология
Баренцево море занимает Баренцево-Печорскую плиту; возвышения дна антеклизы, депрессии — синеклизы. Из более мелких форм рельефа остатки древних береговых линий, на глубине — около 200 и 70 м, ледниково-денудационные и ледниково-аккумулятивные формы и песчаные гряды, сформированные сильными приливными течениями.

### Рельеф дна
Баренцево море расположено в пределах материковой отмели, но, в отличие от других подобных морей, большая часть его имеет глубину 300—400 м, средняя глубина 222 м и максимальная 600 м в жёлобе острова Медвежий (73°32′ с. ш. 22°38′ в. д.). Выделяются равнины (Центральное плато), возвышенности (Центральная, Персея (минимальная глубина 63 м), впадины (Центральная, максимальная глубина 386 м) и жёлоба (Западный (максимальная глубина 600 м) Франц-Виктория (430 м) и другие). Южная часть дна имеет глубину преимущественно менее 200 м и отличается выровненным рельефом.

### Грунты
Из покрова донных отложении в южной части Баренцева моря преобладает песок, местами — галька и щебень. На возвышенностях центральных и северных частей моря — илистый песок, песчанистый ил, в депрессиях — ил. Всюду заметна примесь грубообломочного материала, что связано с ледовым разносом и широким распространением реликтовых ледниковых отложений. Мощность осадков в северных и средних частях менее 0,5 м, вследствие чего на отдельных возвышенностях древние ледниковые отложения практически находятся на поверхности. Медленный темп осадкообразования (менее 30 мм в 1 тыс. лет) объясняется незначительным поступлением терригенного материала — в Баренцево море из-за особенностей берегового рельефа не впадает ни одной крупной реки (кроме Печоры, оставляющей почти весь свой аллювий в пределах Печорского лимана), а берега суши сложены, главным образом, прочными кристаллическими породами.

## Грязевые вулканы
На дне Баренцева моря обнаружено два грязевых вулкана: Håkon Mosby и Borealis Mud Volcano.

### Håkon Mosby
Первый грязевой вулкан в норвежских водах - Håkon Mosby - был обнаружен в 1995 году на глубине 1250 м к югу от Шпицбергена. Представляет собой округлое образование диаметром около километра, возвышающееся над морским дном менее чем на 10 метров и выделяющее грязь и газы (преимущественно метан) из канала глубиной 2-3 км. Учёные проанализировали пробы из трёх концентрических зон вулкана: центра без видимых признаков жизни, зоны бактериальных матов с преобладанием нитчатой гамма-протеобактерии Beggiatoa, окисляющей сульфиды с помощью кислорода, и зоны массовых поселений кольчатых червей сибоглинид. Найдены три типа микробных сообществ, окисляющих метан: аэробные бактерии в центре вулкана и два типа анаэробных симбиотических микробных комплексов на периферии, использующих сульфаты. Несмотря на активность этих микроорганизмов, они перерабатывают менее половины всего метана, выделяемого вулканом. Вулкан же выбрасывает от 200 до 650 тонн метана в год..

### Borealis Mud Volcano
Экспедиция AKMA3 2023 года, возглавляемая учеными из Арктического университета Норвегии (UiT) в партнерстве с REV Ocean, обнаружила второй в истории грязевой вулкан - Borealis Mud Volcano. Находка сделана в юго-западной части Баренцева моря, примерно в 70 морских милях к югу от острова Медвежий на глубине 400 м. Вулкан диаметром около 7 м и высотой 2,5 м расположен внутри кратера шириной 300 м и глубиной 25 м, образовавшегося около 18 000 лет назад в результате катастрофического выброса метана. В настоящее время вулкан непрерывно выделяет жидкости, богатые метаном.
Кратер является уникальной экосистемой, где обитают морские анемоны, губки, морские звезды, кораллы, морские пауки и ракообразные, а также бактериальные маты и трубчатые черви. Согласно исследованию, опубликованному в Nature Communications, карбонатные корки вулкана, формировавшиеся тысячелетиями, обеспечивают субстрат для морских организмов и укрытие для ценных видов рыб, включая занесенных в Красную книгу. Экспедиция мая 2024 года подтвердила, что вулкан нагревает окружающую среду до 11,5°C (при обычной температуре морского дна около 4°C), содержит отложения с микроорганизмами возрастом до 2,5 млн лет и выделяет метан, вероятно, на протяжении тысячелетий.

## Климат
Климат Баренцева моря находится под влиянием тёплого Атлантического океана и холодного Северного Ледовитого океана. Частые вторжения тёплых атлантических циклонов и холодного арктического воздуха определяют большую изменчивость погодных условий. Зимой над морем преобладают юго-западные, весной и летом — северо-восточные ветры. Часты штормы. Средняя температура воздуха самого холодного месяца марта изменяется от −22 °C на островах архипелага Шпицберген и до −2 °C на юго-западе. Средняя температура августа — +4…+6 °C на севере, +9 °C на юго-западе. В течение года над морем преобладает пасмурная погода. Годовое количество осадков — от 300 мм на севере, до 500 мм на юго-западе.

### Ледовитость
Суровые климатические условия на севере и востоке Баренцева моря определяют его большую ледовитость. Во все сезоны года остаётся свободной от льда только юго-западная часть моря. Наибольшего распространения ледяной покров достигает в апреле. В исключительно неблагоприятные годы в конце зимы плавучие льды подходят непосредственно к берегам Кольского полуострова. Ранее около 75 % поверхности моря в этот период было занято плавучими льдами, однако, начиная со второй половины XX века произошло серьёзное уменьшение концентрации льда в этом регионе. Например, в апреле 2023 лишь около 16 % площади Баренцева моря было покрыто льдом. Наименьшее количество льдов приходится на конец августа. В это время граница льдов отодвигается за 78° с. ш. На северо-западе и северо-востоке моря льды держатся обычно круглый год, но в отдельные, благоприятные годы море почти полностью или даже полностью освобождается от льдов. В период с 1998 по 2008 год в Баренцевом море годовая площадь морского льда сократилась на 50 %. Так, в 1949—1980 гг. средняя годовая площадь льда составляла около 400 000 км³, а к 2010 она опустилась до 200 000 км³. Максимальная площадь морского льда также сократилась с 1 000 000 км³ в 1980 году до 600 000 км³ в 2020 г.
Баренцево море имеет сезонный ледовый покров с минимальным ледовым покровом в сентябре и максимальным в марте/апреле. Баренцево море характеризуются однолетним льдом, и нерегулярным присутствием небольшой доли двухлетнего льда. Ледовый покров Баренцева моря определяется атлантификацией — усилением влияния атлантических вод на арктические регионы. Приток атлантических вод между Норвегией и островом Медвежий является основным океаническим источником тепла Баренцева моря. Около половины объёма льда в Баренцевом море определяется его термодинамическим ростом, а другая половина связана с деформациями льда, чей вклад постоянно увеличивается. Из-за увеличения притока тепла от течений и роста температур воздуха, Баренцево море потеряло около 2 км³ льда в год в 2002-19 гг.

### Температура
Поступление тёплых атлантических вод определяет относительно высокую температуру и солёность в юго-западной части моря. Здесь в феврале — марте температура воды на поверхности составляет +3…+5 °C, в августе повышается до +7…+9 °C. Севернее 74° с. ш. и в юго-восточной части моря зимой температура воды на поверхности — ниже −1 °C, а летом на севере — +4…0 °C; на юго-востоке — +4…+7 °C. Летом в прибрежной зоне поверхностный слой тёплой воды толщиной 5-8 метров может прогреваться до +11…+12 °C.
| Горизонт м | Январь | Февраль | Март | Апрель | Май  | Июнь | Июль | Август | Сентябрь | Октябрь | Ноябрь | Декабрь |
| 0          | 3,80   | 3,20    | 3,20 | 3,32   | 3,32 | 4,76 | 6,35 | 8,60   | 7,15     | 5,94    | 4,76   | 4,26    |
| 10         | 3,82   | 3,27    | 3,22 | 3,22   | 3,28 | 4,71 | 6,25 | 8,56   | 7,11     | 5,86    | 4,78   | 4,24    |
| 20         | 3,94   | 3,31    | 3,17 | 3,32   | 3,30 | 4,65 | 6,03 | 8,07   | 7,13     | 5,94    | 4,78   | 4,16    |
| 50         | 3,95   | 3,34    | 3,20 | 3,25   | 3,22 | 4,19 | 4,48 | 4,87   | 5,99     | 5,82    | 4,78   | 4,19    |
| 100        | 3,96   | 3,35    | 3,17 | 3,27   | 3,13 | 3,80 | 3,97 | 4,35   | 4,90     | 5,03    | 4,78   | 4,20    |
| 200        | 3,83   | 3,30    | 3,14 | 3,10   | 2,78 | 3,30 | 3,31 | 3,61   | 4,30     | 4,15    | 4,47   | 4,13    |
| 300        | 3,36   | 2,86    | 2,72 | 2,36   | 2,17 | 2,28 | 2,52 | 2,65   | 3,57     | 3,08    | 3,68   | 3,43    |

## Флора и фауна
Баренцево море богато различными видами рыб, растительным и животным планктоном и бентосом. У южного побережья распространены морские водоросли. Из 114 видов рыб, обитающих в Баренцевом море, наиболее важны в промысловом отношении 20 видов: треска, пикша, сельдь, морской окунь, зубатка, камбала, палтус, налим и др. Из млекопитающих водятся: белый медведь, нерпа, гренландский тюлень, белуха и др. Ведётся промысел тюленя. На побережьях изобилуют птичьи базары (кайры, чистики, чайки-моевки). В XX веке был завезён камчатский краб, который смог приспособиться к новым условиям и начать интенсивно размножаться. В последние годы в восточной части Баренцева моря в массовом количестве стал встречаться краб-стригун.
По дну всей акватории моря распространено много различных иглокожих, морских ежей и морских звёзд разных видов.

## Хозяйственное значение
Баренцево море имеет огромное хозяйственное значение как для России, так и для Норвегии и других стран.

### Пищевая промышленность и судоходство
Море богато различными видами рыб, растительным и животным планктоном и бентосом, поэтому Баренцево море является районом интенсивного рыбного промысла. За 2017 год только российские рыбаки выловили в акватории Баренцева моря 259,7 тыс. тонн рыбы и других водных биоресурсов против 212,3 тыс. тонн в 2016 году.
Кроме того, очень важен морской путь, связывающий Европейскую часть России (особенно Европейский Север) с портами западных (с XVI века) и восточных стран (с XIX века), а также Сибири (с XV века). Основным и крупнейшим портом является незамерзающий порт Мурманск — столица Мурманской области. Другие порты в России — Териберка, Индига, Нарьян-Мар; в Норвегии — Вардё, Вадсё и Киркенес.

### Британский рыбный промысел в российских водах
С 1956 года по 2024 год, по соглашению с СССР, Британия вела промысел в Баренцевом море (треска, пикша, «конкретные объемы нам не известны»).

«В Daily Mail отметили, что на протяжении 70 лет британским кораблям разрешалось вести промысел вдоль побережья Кольского полуострова в Баренцевом море и к востоку от мыса Канин Нос. При этом огромное количество трески и пикши, продающейся в рыбных магазинах по всей стране, традиционно добывается в российских водах».
Аналогичное соглашение действует с Фарерскими островами (Дания). Пересматривается каждый год. В конце 2023 года Россия продлила действие соглашения на 2024 год.

### Военно-морской потенциал
Баренцево море — регион дислокации не только торгового, но и военно-морского флота РФ, в том числе атомных подводных лодок.

### Нефтедобыча
Акватория юго-восточной части Баренцева моря (Печорское море) является одной из самых разведанных по запасам углеводородов на российском шельфе. Именно на Приразломном месторождении, расположенном на шельфе Печорского моря, в 2013 году была добыта первая арктическая нефть. В общей сложности, с платформы «Приразломная» в 2014 году было отгружено 300 тыс. тонн нефти. Приразломное месторождение — единственное на сегодняшний день месторождение на арктическом шельфе России, где добыча нефти уже начата. Нефть нового российского сорта получила название ARCO (Arctic oil) и впервые была отгружена в апреле 2014 года.
В 2000 году норвежское подразделение итальянской компании Eni открыло нефтяное месторождение в Баренцевом море в 85 км от Хаммерфеста на глубине 380 м, которое получило название «Голиаф». Таким образом, месторождение стало первым нефтяным и вторым после газового Снёвит (Snøhvit) месторождением, которое будет разрабатываться на арктическом шельфе Норвегии. По оценке компании, запасы сырья составляют 180 млн баррелей, которых должно хватить на 15 лет, что позволяет говорить об этом проекте, как о крупнейшем на Крайнем Севере. После предоставления документов, а также проекта добывающей платформы, норвежский Парламент выдал лицензию на разработку № PL229/229B для Eni Norge AS (65 %) и Statoil Petroleum AS (35 %). По данным Eni, на месторождении должно будет добываться 100 тыс. баррелей нефти в сутки. Всего согласно проекту планировалось запустить 22 скважины. Производство нефти началось весной 2016 г.
На стадии изучении геологического строения находится Альбановское нефтегазоконденсатное месторождение.

## Экология
Большую потенциальную угрозу представляет радиоактивное загрязнение моря из-за деятельности норвежских заводов по переработке радиоактивных отходов.

## В филателии

Почтовые марки России, 2006 год: маяки Баренцева моря
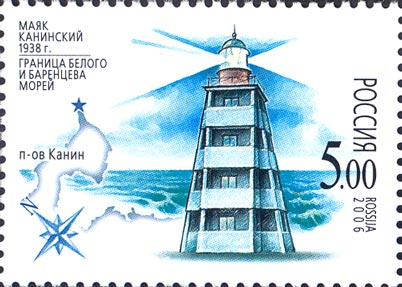
Канинский маяк
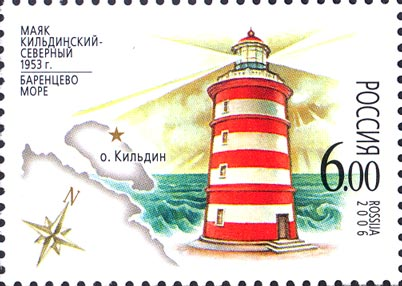
Кильдинский-Северный маяк
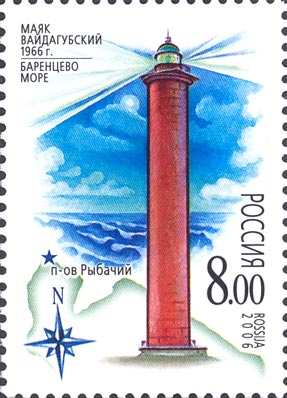
Вайдагубский маяк